# Luca Boneschi
Luca Boneschi (Milano, 31 marzo 1939 – Milano, 13 ottobre 2016) è stato un avvocato e politico italiano.
Nella sua attività legale ha assistito, fra gli altri, Pietro Valpreda, Camilla Cederna e la famiglia di Giorgiana Masi.

## Biografia
A lungo militante nel Partito Radicale, è stato il deputato rimasto in carica per meno tempo: proclamato eletto il 12 maggio 1982, nella VIII legislatura, in sostituzione del dimissionario Marcello Crivellini, presenta le proprie dimissioni dall'incarico (accettate dall'aula) il giorno successivo, motivandole con l'intenzione di non volersi avvantaggiare della prerogativa dell'immunità parlamentare nel difendersi da un'accusa per diffamazione mossagli da un giudice romano. Dopo la sua pur breve presenza in Parlamento nel 1982, ha continuato a percepire il vitalizio da parlamentare sino alla sua scomparsa.